# TV Primavera (Criciúma)
TV Primavera é uma emissora de televisão brasileira sediada em Criciúma, cidade do estado de Santa Catarina. Opera nos canais 12 VHF e 50 UHF digital, e é afiliada a RIT Notícias. Pertence a Fundação Internacional de Comunicação, e gera programas locais além de cultos da Igreja Internacional da Graça de Deus em Criciúma. Seus estúdios estão localizados no templo da IIGD no bairro Próspera, e sua antena de transmissão está no alto do Morro Cechinel.

## História
A TV Primavera foi inaugurada em 17 de fevereiro de 2011 pelo missionário e líder da Igreja Internacional da Graça de Deus, R. R. Soares, sendo a terceira emissora de televisão aberta de Criciúma. A cerimônia de inauguração da emissora foi transmitida ao vivo em rede nacional pela RIT, com a transmissão de três cultos realizados no templo da IIGD ao lado da emissora.

Posteriormente, a emissora estreou sua programação local, que além de programas e telejornais, também veicula os cultos da IIGD em Criciúma, juntamente com a programação da RIT.Em 2018, troca de afiliação deixando a RIT e passando a transmitir o Canal da Juventude Cristã, também vinculado à IIGD.

## Sinal digital
| Canal virtual | Canal digital | Resolução de tela | Programação                                          |
| ------------- | ------------- | ----------------- | ---------------------------------------------------- |
| 12.1          | 50 UHF        | 480i              | Programação principal da TV Primavera / RIT Notícias |

A emissora iniciou suas transmissões digitais em 9 de dezembro de 2013, através do canal 50 UHF, inicialmente repetindo apenas a programação da RIT, sem as inserções locais, o que passou a acontecer apenas em janeiro de 2014. Seus programas ainda não são produzidos em alta definição.